# Kohen

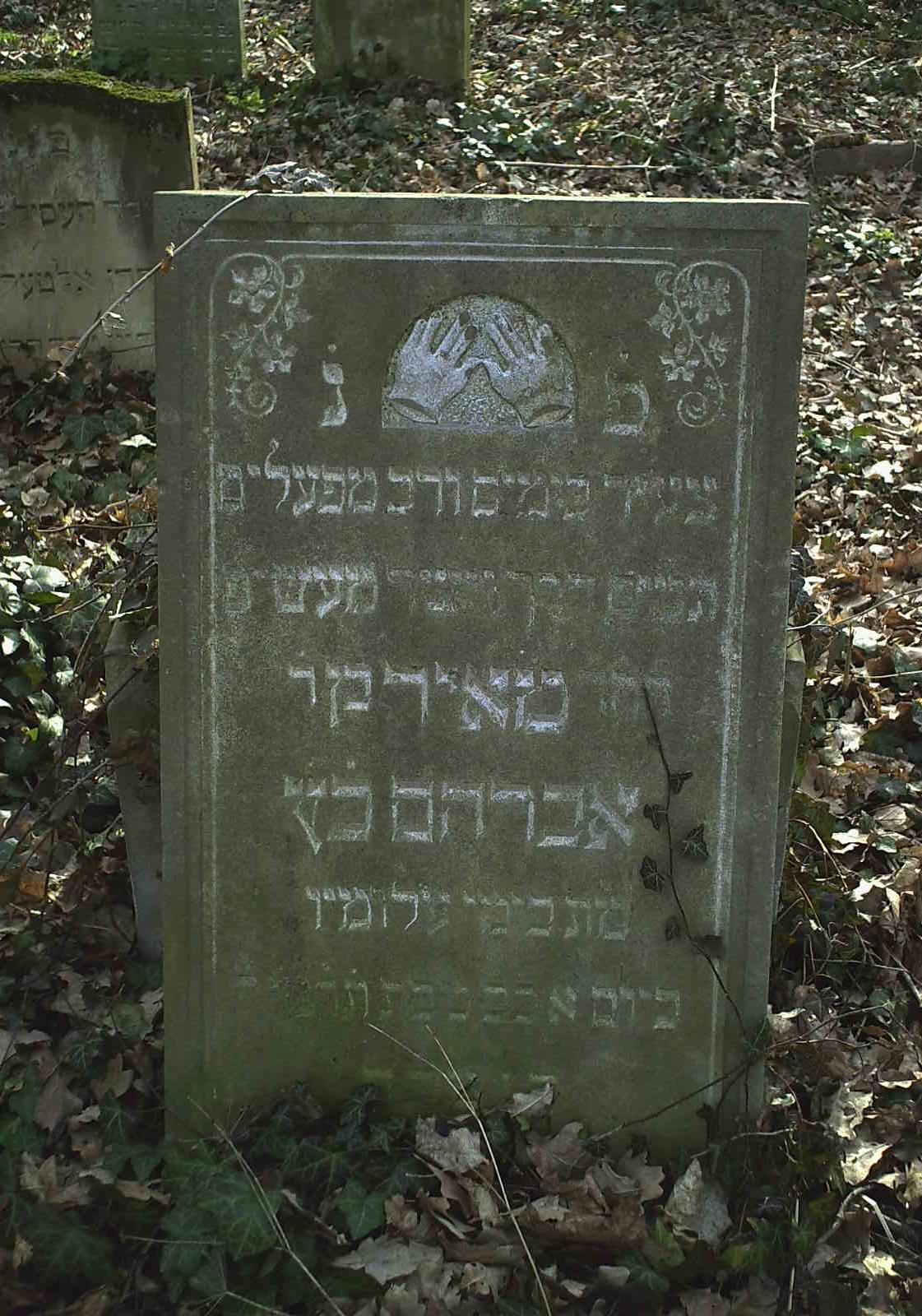
Gravsten för en kohen, med två välsignande händer

Kohen är en beteckning på personer med en särskild status inom judendomen. Kohen är en manlig ättling i rakt nedstigande led från Aron, storebror till den bibliske Mose, och har en prästerlig tjänst. Arons ättlingar kan också benämnas aroniter eller aronider.
Efter Jerusalems fall år 586 f.Kr. hade Kohanim fått ansvaret för templet och liturgin. De hade uppgifter såsom att leda gudstjänsten, recitera Toran, och att offra djur i offerkulten utanför templet.
Efter templets fall 70 år e.Kr. förlorade kohenprästerna sina viktiga uppgifter och tvingades att lämna ifrån sig sina ägodelar. 

## Som efternamn
Kohen är också ett vanligt efternamn bland judar. Varianter är Cohen, Cohn, Kohan, Kohani, Kohn, Kuhn, Kun, etcetera.
Nedan är en lista med exempel på varianter av namnet på olika språk.
- Engelska: Cohen, Cowen, Cowan, Cahn, Kahn, Cahan, Carne, Cohn, Cone, Conn, Conway, Cohan, Cohaner, Cahanman, Chaplan, Keohan, Kaplan, Katz, HaCohen
- Tyska: Kohn, Cohn, Kogen, Korn, Prohn, Prohen, Kuhn, Kahn, Cahn, Kane, Kaner, Konel, Cön/Coen, Jachmann, Jachmann-Kohn, Jachkone, Kogenmann, Kogenman, Kogner, Kogener, Kagen, Cohner, Kohner, Kahnmann, Kahaneman, Cahnmann, Korenfeld
- Armeniska: Kohanian, Kohanyan
- Baskiska: Apeztegui ("prästerligt hus"), Apéstegui, Apesteguia, Apaestegui, Aphesteguy
- Nederländska: Cohen, Käin, Kohn, Kon, Cogen
- Franska: Cahen, Cohen, Caen, Cahun, Chon, Kahane
- Georgiska: Koenishvili
- Grekiska: Koen, Kots, Kotais, Kotatis, Kothanis (se Romaniotisk judendom)
- Somaliska: Kaahin
- Ungerska: Kohn, Kohen, Korn, Korenfeld, Káhán, Konel
- Italienska: Coen, Cohen, Prohen, Sacerdote ("präst"), Sacerdoti, Sacerdoti Coen, Rappaport (med varianter)
- Serbiska: Koen, Kon, Kojen
- Persiska: Kohan, Kahen, Kohanzâd, Kohanchi, Kohani, Kohanqâdoš, Kohanteb
- Polska: Kon, Kochan, Jach, Kaplan, Kaplin, Kaplon
- Portugisiska: Cão, Cunha, Coutinho, Correia, Coelho
- Rumänska: Cozer
- Ryska: Kogan, Kogen, Kogon, Kogensohn, Kagan, Kaganovich, Kaganovsky, Kokhen (Kochen), Kazhdan/Kazdan/Kasdan
- Spanska: Coen, Cohen, Koen, Cannoh, Canno, Canoh, Coy, Cano, Cao, Corena, Correa
- Turkiska: Kohen, Köhen, Akohen, Erkohen, Kohener, Özsezikli, Duek, Dovek, Kan
- Arabiska: al-Kohen, al-Kahen, al-Kahin, Tawil, Tabili, Taguili
- Hebreiska: Kohen, HaKohen, ben-Kohen, bar-Kohen, Koheni, Kahana, Kohanim, Kohen-Tzedek/Kohen-Tzadik (Katz)